# Zum Glück in die Zukunft
Zum Glück in die Zukunft ist das vierte Soloalbum des Rostocker Rappers Marteria. Es erschien am 20. August 2010 über das Label Four Music.
Obwohl es das vierte Album des Rappers ist, erscheint erst zum zweiten Mal ein Album unter dem Künstlernamen Marteria. Die beiden anderen Alben erschienen unter dem Pseudonym seines Alter Egos Marsimoto.
Das Album wurde auch in einer Doppel-CD-Version veröffentlicht. Auf der zweiten CD befinden sich alle Stücke als instrumentale Version sowie drei zusätzliche Lieder.

## Hintergrund
Parallel zum Beginn an den Arbeiten für das Album, arbeitete Marteria zusammen mit den Produzenten The Krauts an dem Album „The Sweetest Hangover“ von Miss Platnum.
Die Produktionskosten für „Zum Glück in die Zukunft“ überstiegen den Vorschuss, den Marteria von Four Music erhielt, so dass The Krauts nach Aufbrauch des Vorschusses die weiteren Kosten übernahm. Insgesamt habe die Entstehung des Tonträgers zweieinhalb Jahre gedauert.
Im Interview mit dem Hip-Hop-Magazin Backspin beschreibt Marteria den Albentitel „Zum Glück in die Zukunft“ damit, dass es zwei Definitionsmöglichkeiten dafür gäbe, die das Album beschreiben würden: Zum einen die Aussage „Zum Glück“, die dafür stände, dass er hoffe auch in Zukunft Glück zu haben. Zum anderen „Zum Glück geht es dorthin…“, was eine Weiterentwicklung beschreibt, wo man sich an den aktuellen Sounds orientiert.
Marteria selbst beschreibt die Arbeit an einem Album als „Findungsprozess“, bei dem man nicht unter Zeitdruck die einzelnen Titel fertigstellen solle, da das Ergebnis nicht das Beste sei. Ein Label würde zwar wollen, dass das Album zu einem bestimmten Termin fertig sein soll, allerdings müsse da ein „fähiges Management“ das Label ausbremsen, wenn man als Künstler nicht mit dem Tonträger zufrieden sei. Als Referenzplatten für „Zum Glück in die Zukunft“ dienten Marteria Alben von Flying Lotus, Rick Ross, Jay-Z und Kanye West, bei denen es um Ästhetik, sowie einen prägnanten Sound ginge. Zudem hätten seine Alben nie ein vorgegebenes Konzept, jedoch sei es wichtig gewesen, dass es keine Lückenfüller auf dem Album, in Form von Parts und Tracks geben würde.
Die Texte, sowie die Musik von „Zum Glück in die Zukunft“ entstanden in Berlin, wo Marteria die soziale und lautstärkemäßige Situation seiner Wahlheimat als Grundlage dienten, sowie eine zweiwöchige Reise mit The Krauts nach Dänemark. An der Endproduktion in Berlin waren neben The Krauts auch Robot Koch und Dead Rabbit beteiligt, da es Marteria wichtig war, die Meinung anderer Leute zu hören, denen er vertraut.
Seine Herangehensweise an die Texte und die Musik beschrieb Marteria beim Interview mit der Zeitschrift Juice damit, dass er sich nach seinen Stärken orientiert, alles hinterfrage und damit, dass er sich zudem frage was er gut könnte und wofür ihn die Leute „feiern“ würden. Weiterhin sei der richtige Einsatz der Stimmlage an den richtigen Stellen wichtig und dass die Stimme von der jeweiligen Melodie „getragen“ werde.
Des Weiteren betont Marteria, dass die Gastbeiträge von Peter Fox, Miss Platnum, Yasha, Casper und Jan Delay nicht eingekauft wurden, sondern als Resultat der Freundschaft zu den Künstlern entstanden seien.
Ursprünglich gab es 15 Musikstücke für das Album, von denen drei wegfielen, weil sie Marterias Meinung nach nicht zum Album passten, so enthält „Zum Glück in die Zukunft“ nur 12 Songs.

## Stil
| Professionelle Bewertungen | Professionelle Bewertungen |
| -------------------------- | -------------------------- |
| Kritiken                   |                            |
| Quelle                     | Bewertung                  |
| laut.de                    | [ 7 ]                      |
| rap.de                     | [ 8 ]                      |

Das Album wurde im Gegensatz zu den vorherigen Alben von dem Produzenten-Trio The Krauts produziert. Der Stil unterscheidet sich von den vorangegangenen Alben deutlich, jedoch ist sicherlich der typische Stil Marterias hörbar. So betont einerseits laut.de in der Rezension des Albums, Marteria agiere
"in musikalischer wie inhaltlicher Hinsicht […] völlig frei von Genre-üblichen Scheuklappen". Andererseits formuliert Marteria den Stil des Albums selbst folgendermaßen: „Auf jeden Fall ist die Platte sehr düster. Sie ist schon irgendwie witzig, aber nicht nach dem Motto ‚Ich mach jetzt einen Witz‘, sondern es ist sarkastisch oder bitterer Humor. […] Vom Grundtenor her ist es auf jeden Fall kein fröhliches, leichtes Album.“ Im Interview mit Falk "Hawkeye" Schacht machte Marteria detaillierte Aussagen zur Produktion. Er habe mit den Produzenten The Krauts zum Teil gemeinsam Beats entwickelt, zumindest sei auf seine Vorgaben geachtet worden. Die Kürze des Albums, es erschien mit zwölf Titeln, erklärte er damit, er habe sich nach seinen vergangenen Alben geärgert, dass die Anordnung und Länge der Alben unausgeglichen gewesen sei.

## Titelliste
| #  | Titel                                  | Feature(s)   | Länge |
| -- | -------------------------------------- | ------------ | ----- |
| 1  | Endboss                                |              | 3:44  |
| 2  | Verstrahlt                             | Yasha        | 3:32  |
| 3  | Amys Weinhaus                          |              | 3:24  |
| 4  | Du willst streiten                     |              | 3:33  |
| 5  | Wie mach ich dir das klar              | Jan Delay    | 3:57  |
| 6  | Marteria Girl                          |              | 3:30  |
| 7  | Louis                                  |              | 3:45  |
| 8  | Kate Moskau                            |              | 3:26  |
| 9  | Alles verboten                         | Casper       | 3:48  |
| 10 | Veronal (Eine Tablette nur)            | Miss Platnum | 3:43  |
| 11 | Seit dem Tag als Michael Jackson starb |              | 5:10  |
| 12 | Sekundenschlaf                         | Peter Fox    | 3:34  |

Bonussongs der Limited-Edition
| #  | Titel             | Feature(s) | Länge |
| -- | ----------------- | ---------- | ----- |
| 13 | Zum König geboren |            | 3:39  |
| 14 | Neue Nikes        |            | 3:08  |
| 15 | Maradona Shirt    |            | 2:49  |

## Informationen zu den Liedern
In den Titeln des Albums werden persönliche Geschichte und die weitere Entwicklung Marterias beschrieben, bei denen Marterias alter Ego „Marsimoto“ mehrfach zu hören ist.
Die beiden Titel „Wie mach’ ich dir das klar“ und „Louis“ enthalten Anleihen von Samples des Schlagers, Chansons und Souls, bei erstgenanntem Song handelt es sich um den gleichnamigen Titel eines Liedes von Salvatore Adamo (1969).
Der Song Endboss ist die erste Singleauskopplung des Albums, bei dem Computerspiel-Klänge verwendet werden. Marteria bezeichnet es gegenüber der Backspin als einzigen komplett autobiografischen Titel auf dem Album, in dem es um sein Leben, seinen Werdegang und seine Zukunft bis hin zum Tod ginge.
Für die zweite Single Verstrahlt wurden „wabernde Synthiesounds“ verwendet. Bei dem Titel handelt es sich um einen "Interpretations-Song", bei dem es darum geht, dass jemand einen einzigartigen Moment erlebt und der Hörer für sich entscheiden kann, was dieser Moment ist. Die Single verkaufte sich 40.000-mal.
Die Videos zu Endboss und Verstrahlt wurden unter der Regie von Daniel Franke gedreht. Das Video zu Endboss wurde offiziell zuerst auf dem Online Videomagazin mixeryrawdeluxe.tv veröffentlicht.
In „Amys Weinhaus“ wird ein Puff beschrieben, in den Männer gehen, um zu reden und sich auszuheulen. Marteria beschreibt ihn als ernsten Song, der ursprünglich nicht so geplant gewesen sei. Er gibt im Interview mit der Backspin an, dass Männer, die im Leben sehr hart sein müssten, ein Ventil benötigten, um ihre Probleme rauszulassen.
„Du willst streiten“ ist ein Titel, bei dem es um Streitereien mit einer Frau geht, in die man sich am Ende doch verliebt. Der Titel wurde mit einer „Dubstep-Bassline“ unterlegt. Das Lied enthält ein Sample aus Waterpumpee von Peter Fox’ Band Seeed.
Der Titel „Wie mach ich dir das klar“ enthält ein Feature von Jan Delay und handelt davon wie schwer es sein kann, einem anderen gegenüber ehrlich zu sein.
In „Marteria Girl“, in dem ein Groupie besungen wird, werden Hip-Hop-Bässe mit Pop vermischt. Der Titel beschreibt, wie die perfekte Frau sein sollte.
„Louis“ ist für Marteria der wichtigste Song des Albums, da er von seinem Sohn handelt. In der ersten Strophe wird die Sichtweise einer einzelnen Samenzelle beschrieben, die zweite Strophe beschreibt das Heranwachsen des Kindes im Bauch der Mutter. In der dritten Strophe wird Marterias Sicht beschrieben und dass er seinen Sohn sehr liebt und oft sieht, obwohl das Kind bei Marterias Ex-Freundin lebt.
Bei „Kate Moskau“ wird eine reiche Russin in Berlin besungen, die alles bezahlen würde und am Ende kein Geld mehr hätte, weil die Chinesen die neuen Reichen wären. Marteria beschreibt den Titel als Abfeier-Song.
In „Alles verboten“ ist Casper zu hören. Marteria und Casper erzählen in dem Titel, was sie alles scheiße finden würden, obwohl es im Endeffekt egal sei, was irgendwer machen würde. Nach dem Motto „Alles verboten, trotzdem machen, scheiß drauf was andere sagen.“.
„Veronal (eine Tablette nur)“ enthält einen Gastbeitrag von Miss Platnum und handelt von Schlaflosigkeit und wie man sich dadurch fühlt. Marteria beschreibt im Interview mit der Backspin seine Wahlheimat Berlin-Kreuzberg und wie es sei dort mit den ganzen Partys und den Lärm zu leben. Das Titelgebende Veronal ist ein in den 70er Jahren verbotenes Schlafmittel, das zu Todesfällen führte.
„Seit dem Tag als Michael Jackson starb“ handelt nicht von Michael Jackson selbst, sondern behandelt die Schocksituationen an sich. Dass Dinge passieren, die einen schocken und das selbst nach Tagen diese Wirkung nicht vorbei sei, sondern erst nach längerer Zeit.
Der letzte Titel des Albums „Sekundenschlaf“ enthält ein Feature von Peter Fox und handelt vom Älterwerden, sowie davon, dass man in jeder Alters-Epoche „abfeiern“ sollte. Marteria äußerte sich gegenüber der Backspin dazu, dass Kritiker, die behaupten würden, er könne mit 27 Jahren noch nicht übers Älterwerden reden, durch das Feature des 10 Jahre älteren Peter Fox der Wind aus den Segeln genommen und der Song dadurch schlüssiger klingen würde. Die Single verkaufte sich über 15.000 mal.

## Konzerte
Für Konzerte zum Album wurde von Marteria eine Liveband zusammengestellt, da sich seiner Meinung nach Streicher oder eine Geige aus dem Keyboard nicht gut anhören würden, selbiges gelte auch für Chöre. Er betonte, dass sich dies zwar finanziell nicht lohne, aber für „Zum Glück in die Zukunft“ der Aufwand erforderlich sei.

## Erfolg
In einem Interview mit hiphop.de am 15. Juli 2013 hat Materia bekanntgegeben, dass das Album Gold-Status erreicht hat. Das Album hat sich somit über 100.000 Mal verkauft.